# Lesy Nové Anglie a Akádie

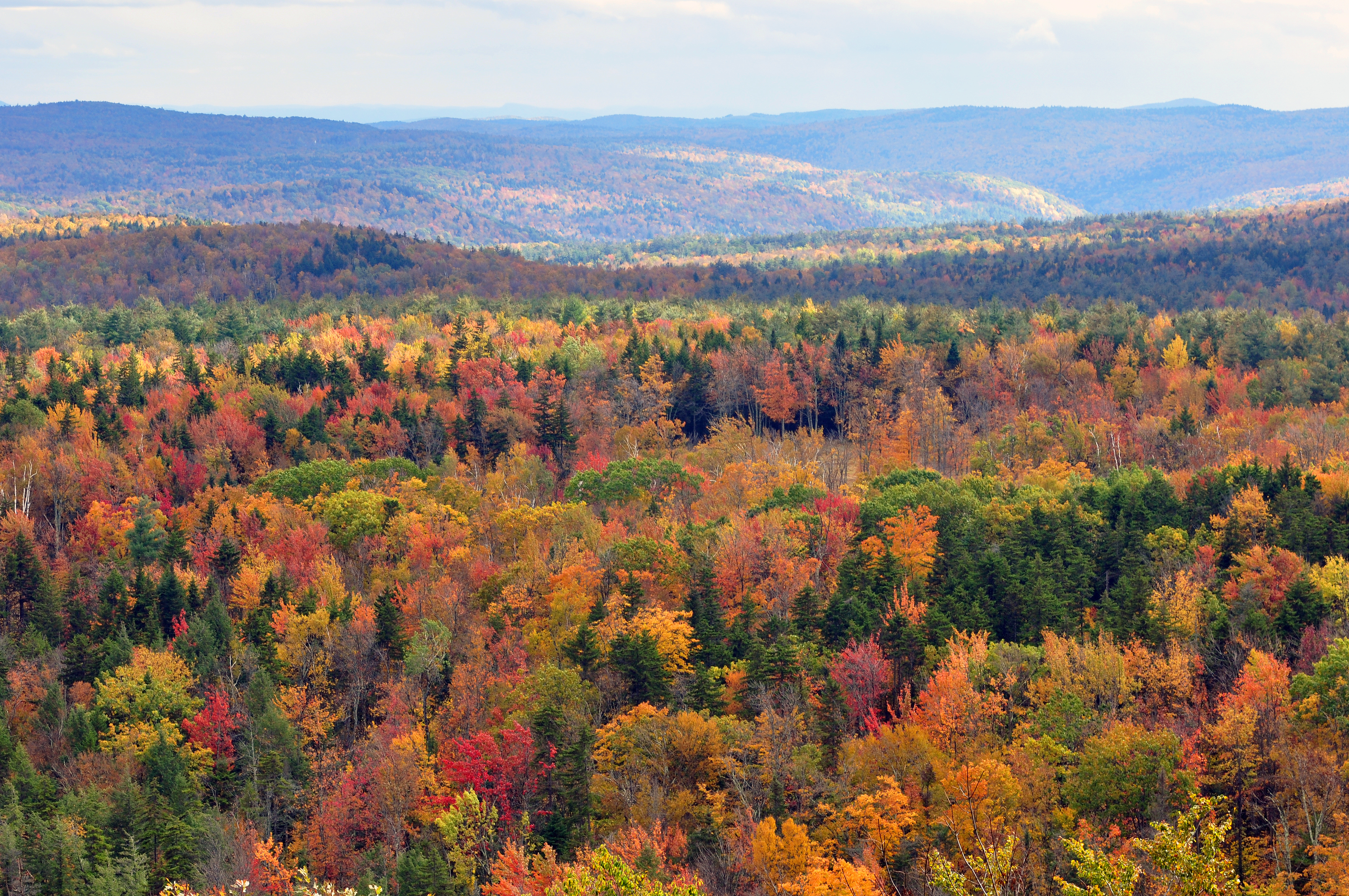
Podzimní scenérie novanglicko-akadských lesů

Poloha na mapě Severní Ameriky

Lesy Nové Anglie a Akádie jsou ekoregion rozkládající se na severovýchodě Severní Ameriky. Jeho přirozenou vegetaci tvoří temperátní smíšené lesy, z nichž však většina byla v minulosti vykácena a přeměněna na zemědělskou půdu. Dnešní lesy jsou tak převážně sekundární, v neporušeném stavu se jich nachází zhruba 5 %.

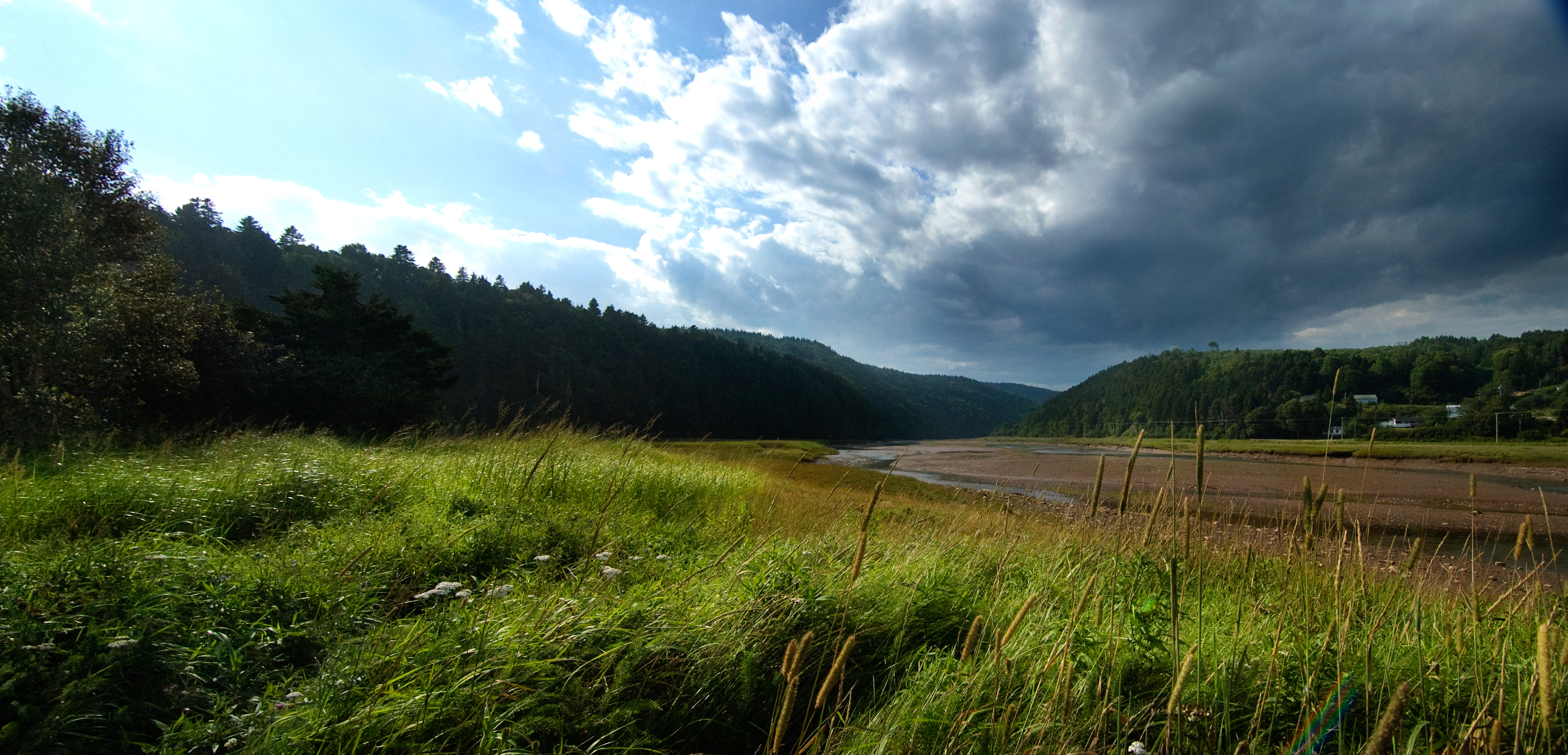
Krajina v Novém Brunšviku

## Poloha a klima
V Kanadě zahrnuje tento ekoregion část jižního Québecu, polovinu Nového Brunšviku a většinu Nového Skotska, ve Spojených státech pak North Country ve státě New York, severozápadní Connecticut, severozápadní Massachusetts, okolí Champlainova jezera ve Vermontu, vrchovinu a pobřežní nížinu v New Hampshire a téměř celé Maine. Celá tato oblast se někdy označuje jako Atlantický severovýchod. Klima je vlhké kontinentální, s teplými léty a chladnými zimami s množstvím sněhu. Celoroční srážkové úhrny jsou poměrně vysoké vzhledem k blízkosti Atlantského oceánu.

## Přírodní podmínky

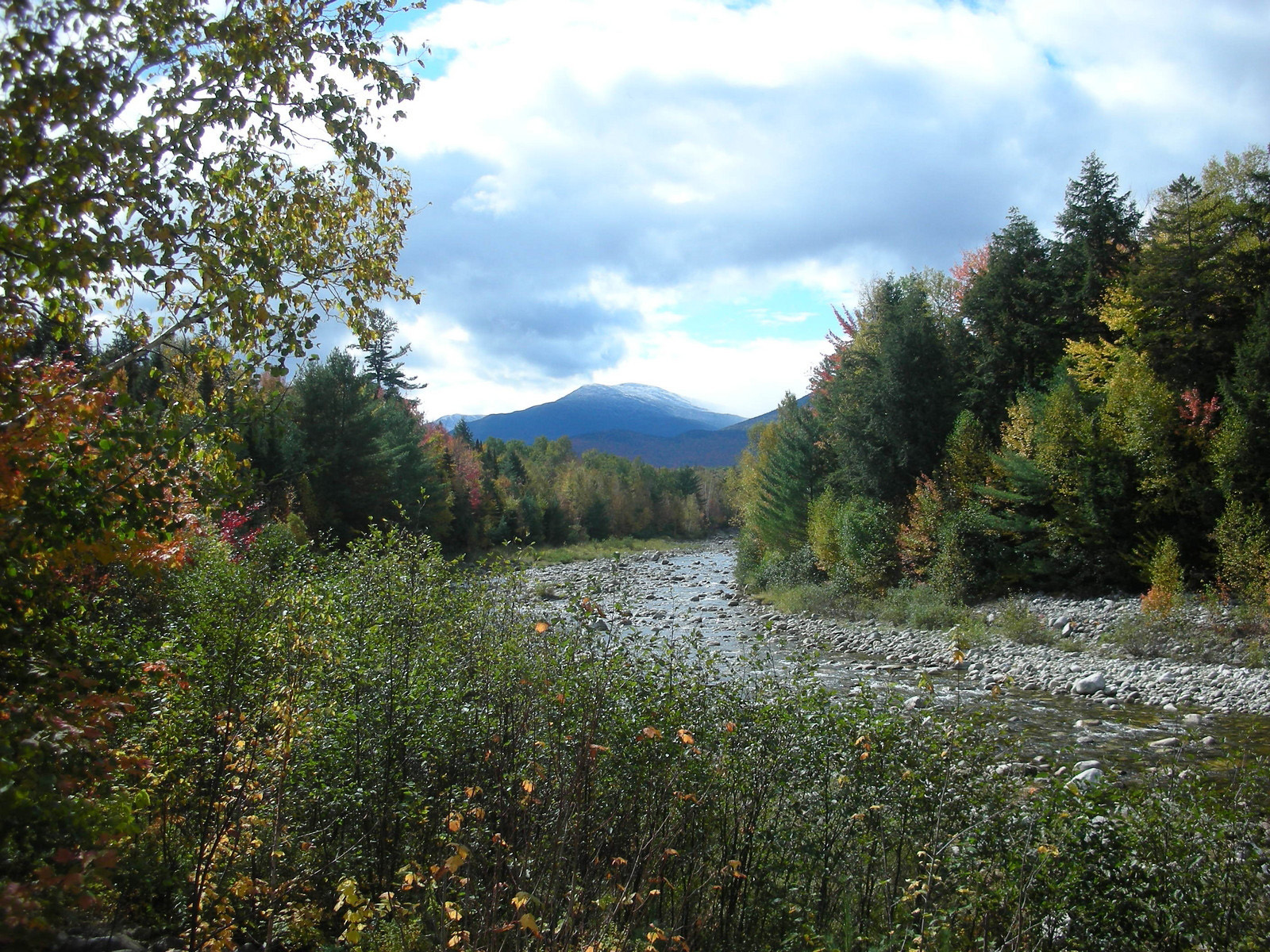
Mount Washington v Bílých horách

Lesy v této oblasti byly v 19. století radikálně vykáceny pro zemědělskou půdu a poté obnoveny, protože mnoho z těchto farem bylo opuštěno po migraci na západ. Dnes je oblast z velké části mozaikou stanovišť, která jsou lokálně ovlivněna mikroklimatickými rozdíly (zejména blízkostí Atlantiku a ekologickými disturbancemi). V zásadě se zde vyskytují čtyři důležité typy společenstev, která vykazují značnou rozmanitost a prolínání napříč touto fyziografickou provincií. Jsou to alpínská společenstva v nejvyšších horách, jehličnaté lesy, listnaté a smíšené lesy a mokřady.

### Smíšené a listnaté lesy

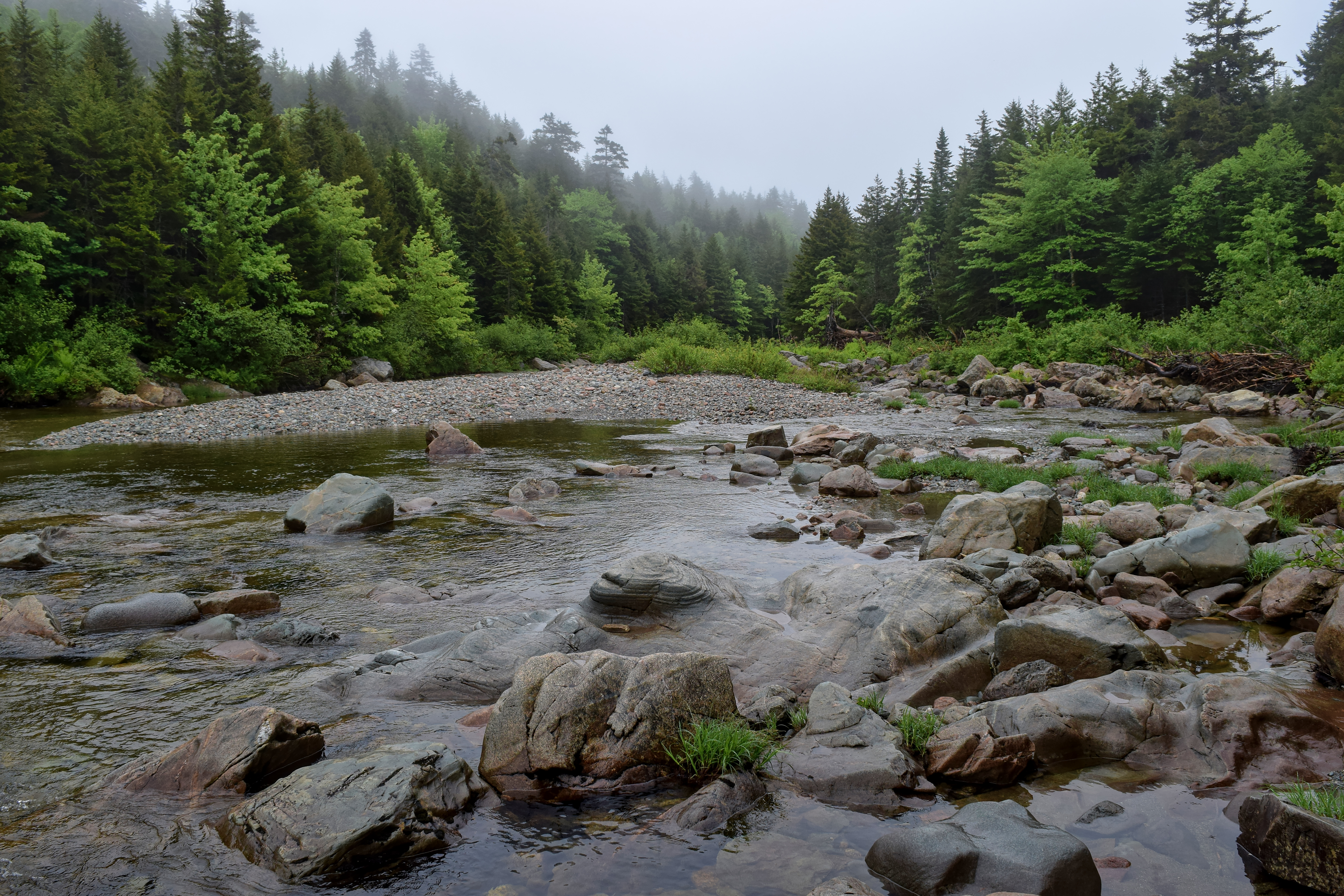
Salmon River v Novém Brunšviku

Tyto lesy jsou typické pro nadmořské výšky pod 700 m, hlavně v přímořských nížinách. Rostlinné prvky těchto společenstev se plynule mísí s prvky jehličnatých lesů mezi 700 m a 900 m a také od středních poloh Vermontu a New Hampshire na sever až po střední Maine, kde začínají převládat prvky jehličnatých lesů. Obvykle platí, že čím bohatší jsou půdy a čím mírnější je klima, tím více převládají listnaté dřeviny. Čtyři dominantní druhy stromů v těchto lesích jsou javor cukrový (Acer saccharum), buk velkolistý (Fagus grandifolia), bříza žlutá (Betula alleghaniensis) a jedlovec kanadský (Tsuga canadensis). Dalšími běžnými dřevinami jsou jasan americký (Fraxinus americana), javor červený (Acer rubrum) a dub červený (Quercus rubra), který se směrem na sever stává méně běžným a téměř úplně mizí ve středním Vermontu, New Hampshire a ve vnitrozemí Maine. Dub bílý (Quercus alba) je důležitým druhem v nížinách na jižním pobřeží Nové Anglie. Významnou příměsí jsou borovice vejmutovka (Pinus strobus) a borovice smolná (Pinus resinosa). Pionýrskými dřevinami jsou topol osikovitý (Populus tremuloides) či bříza papírovitá (Betula papyrifera).

### Jehličnaté lesy

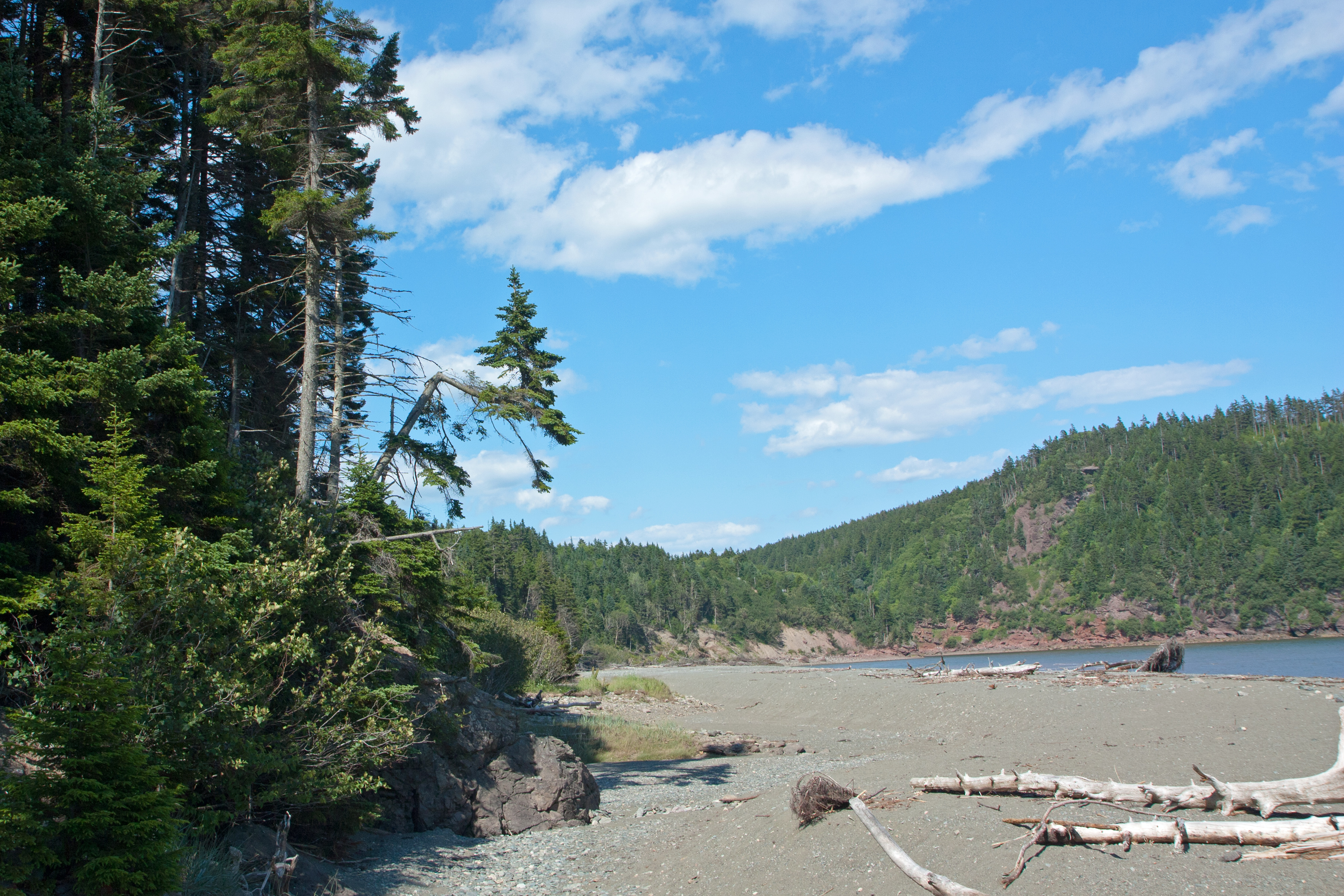
Národní park Fundy

Jehličnaté lesy se vyskytují v oblastech Bílých hor a v severních částech vrchovin Nové Anglie, především ve vnitrozemí státu Maine a dále na sever, a to zejména v oblastech s nadmořskou výškou mezi 900 a 1300 m. Mezi dominantní druhy stromů v této oblasti patří borovice smolná, jedle balzámová (Abies balsamea), smrk červený (Picea rubens), který je směrem na sever nahrazován smrkem sivým (Picea glauca). Dále se zde vyskytuje borovice Banksova (Pinus banksiana) a na místech s bohatší půdou v nižších polohách také borovice vejmutovka. Přítomnost břízy papírovité svědčí o tom, že v lese v minulosti došlo k narušení, například požáru nebo těžbě dřeva. Chladným a vlhkým zastíněným roklím dominují čisté porosty jedlovců. K typickým dřevinám podrostu a keřového patra patří javor pensylvánský (Acer pensylvanicum), borůvka úzkolistá (Vaccinium angustifolium) a další vřesovcovité rostliny, zejména rody Gaylussacia a Vaccinium.
V bylinném patře roste například libavka poléhavá (Gaultheria procumbens), mičela (Mitchella repens), sedmikvítek severní (Trientalis borealis), mitrovnička (Tiarella cordifolia), dřín kanadský (Cornus canadensis), zimozel severní (Linnaea borealis), arálie (Aralia nudicaulis) či pstroček kanadský (Maianthemum canadense). Běžnými nápadnými divokými květinami jsou také trilie a žluté střevíčníky (rod Cypripedium). Bylinné patro dále zahrnuje mnoho mechů, lišejníků a kapradin.

### Rašeliniště a mokřady

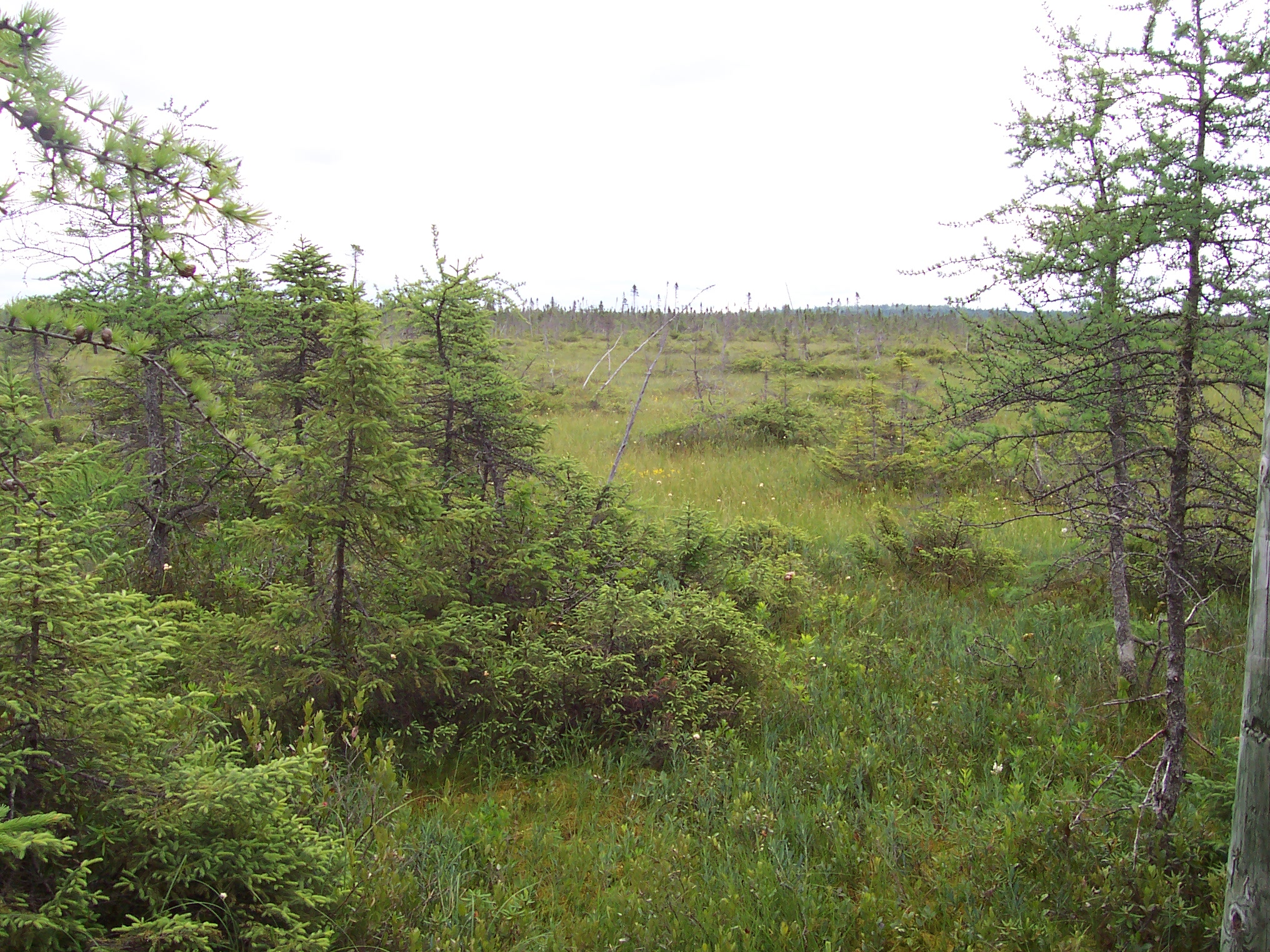
Rašeliniště v národním parku Frontenac

V ekoregionu se mohou rašeliniště vyskytovat v jakékoli nadmořské výšce. Často se jedná o rašeliniště s dominancí keřů z čeledi vřesovcovitých (Ericaceae), mezi něž patří lýkoveček drobnokališný (Chamaedaphne calyculata), kyhanka sivolistá (Andromeda polifolia), rojovník (Ledum groenlandicum), mamota bělolistá (Kalmia polifolia) a klikva velkoplodá (Vaccinium macrocarpon). V celé Nové Anglii jsou tyto oblasti často uměle přetvářeny pro brusinkové monokultury komerčními farmami. Mezi běžné součásti bylinného patra v rašeliništích patří masožravé rostliny: rosnatka okrouhlolistá (Drosera rotundifolia) a špirlice nachová (Sarracenia purpurea). K dalším běžným bylinám chudých půd rašelinišť patří pstroček trojlistý (Maianthemum trifolium) a některé orchideje, zejména vemeník rozprostřený (Platanthera dilatata).
Nejčastějšími dřevinami, které zasahují do rašelinišť při jejich zazemňování, jsou smrk černý (Picea mariana), zerav západní (Thuja occidentalis), modřín americký (Larix laricina) a jasan černý (Fraxinus nigra). Na zapojenějších místech najdeme dále topol balzámový (Populus balsamifera), javor červený (Acer rubrum), cypřišek zeravovitý (Chamaecyparis thyoides) nebo tupelu lesní (Nyssa sylvatica). Keřové patro v celém areálu tvoří mimo jiné řada druhů kalin (Viburnum).

### Fauna

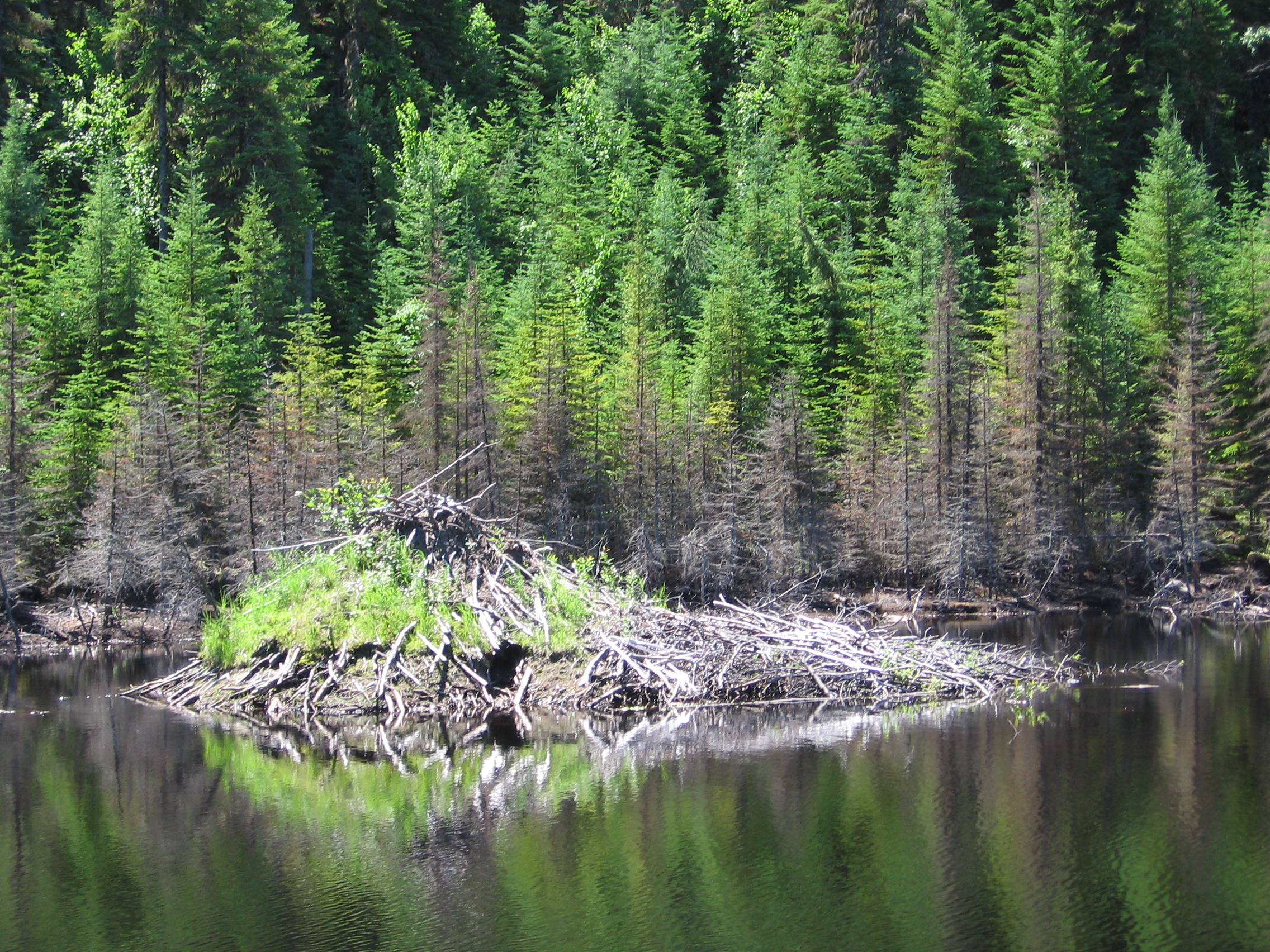
Bobří hrad v Québecu

V regionu žije řada volně žijících živočichů včetně medvěda baribala (Ursus americanus), losa evropského (Alces alces), jelence běloocasého (Odocoileus virginianus), kojota (Canis latrans), lišky obecné (Vulpes vulpes), lišky šedé (Urocyon cinereoargenteus), zajíce měnivého (Lepus americanus), rysa červeného (Lynx rufus), rysa kanadského (Lynx canadensis), urzona kanadského (Erethizon dorsatum), vydry severoamerické (Lontra canadensis), bobra (Castor canadensis), sobola amerického (Martes americana), ondatry pižmové (Ondatra zibethicus), mývala (Procyon lotor) či vačice virginské (Didelphis virginiana). Z ptactva v lesích žije krocan divoký (Meleagris gallopavo), kachna divoká (Anas platyrhynchos), kachnička karolínská (Aix sponsa), výr virginský (Bubo virginianus) a velké množství pěvců. Oblast je obzvláště důležitá jako potravní základna pro ptáky migrující na atlantské migrační trase. V oblasti žije též řada plazů, např. želva Muhlenbergova (Glyptemys muhlenbergii), kajmanka dravá (Chelydra serpentina), želva ozdobná (Chrysemys picta) a chřestýš lesní (Crotalus horridus). Mnoho druhů zejména velkých šelem bylo po příchodu evropských osadníků vyhubeno, jako např. vlk východní (Canis lycaon), puma východní (Puma concolor couguar), rosomák (Gulo gulo), ale též holub stěhovavý (Ectopistes migratorius).

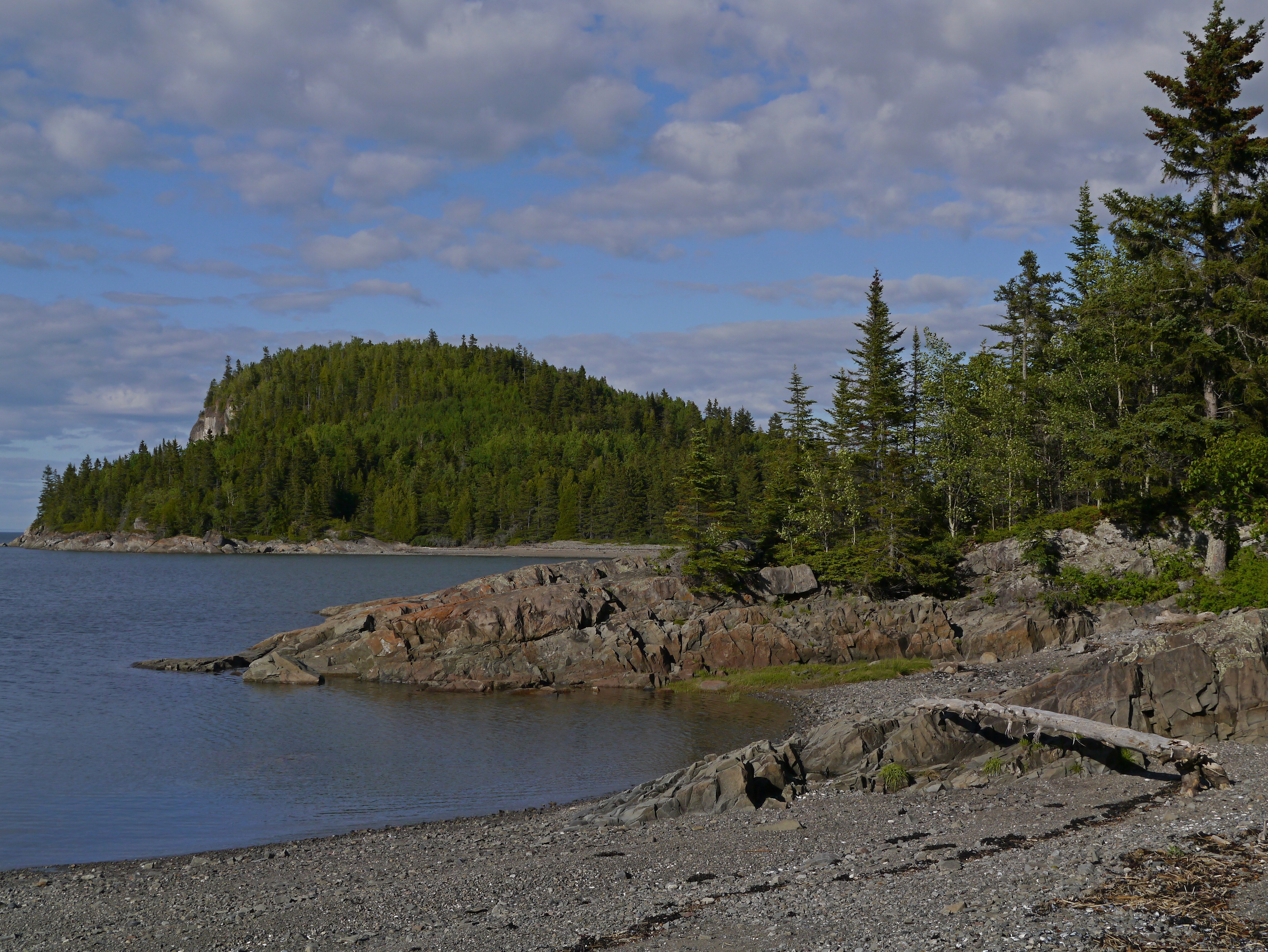
Skalnaté pobřeží v národním parku Bic

## Ochrana přírody
Nějakou formu ochrany požívá v současnosti 26,8 % plochy území. K význačným chráněným územím patří kanadské národní parky Frontenac a Bic v provincii Quebec, národní parky Kejimkujik a Cape Breton Highlands v Novém Skotsku a národní park Fundy v Novém Brunswicku. V Maine a New Hampshire se nachází rozsáhlá státní rezervace Bílé hory (White Mountain National Forest).